# اگیواس لوانیس مالونتاس
اگیواس لوانیس مالونتاس (به لاتین: Agios Ioannis Malountas) یک منطقهٔ مسکونی در قبرس است که در ناحیه نیکوزیا واقع شده‌است.

## خصوصیات
اگیواس لوانیس مالونتاس ۴۴۵ نفر جمعیت دارد.